# Camille Roqueplan

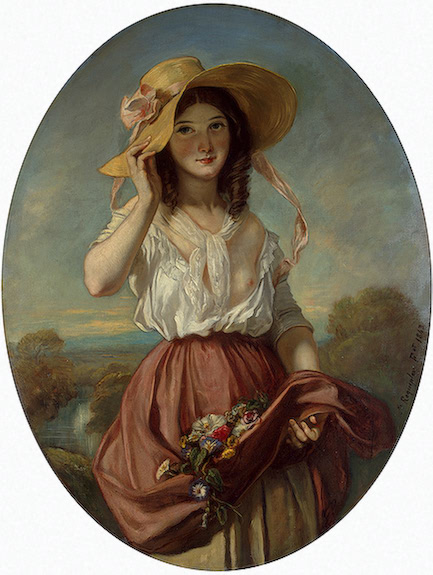
Mädchen mit Blumen, 1843

Camille Roqueplan [ʀɔkˈplɑ̃] (* 18. Februar 1802 in Mallemort, Département Bouches-du-Rhône; † 30. September 1855 in Paris) war ein französischer Maler und Lithograf.

## Leben und Wirken
Camille Roqueplan, ein Schüler von Antoine-Jean Gros, malte besonders Genrebilder aus der höheren Gesellschaft sowie Landschaften und Marinen. Er arbeitete vor allem mit den Wirkungen des Lichts und der Farben.
Roqueplan starb im Alter von 53 Jahren in Paris. Sein Grab befindet sich auf dem Pariser Nordfriedhof Cimetière de Montmartre.

## Werke in öffentlichen Museen
Im historischen Museum zu Versailles befindet sich eine Darstellung Roqueplans der Schlacht bei Elchingen. Die Wallace Collection in London hat das Werk The Lion in Love (Der verliebte Löwe) in ihrem Bestand.